# SoHo
SoHo e un mic cartier, situat în zona de sud a insulei Manhattan, New York City. Această zonă liniștită și boemă e relativ bine delimitată în cadrul caroiajului urban tipic american. Astfel, Soho se întinde între străzile Houston spre nord, Lafayette spre est, Canal spre sud și Varick către vest.
Numele derivă din contopirea cuvintelor "South" si "Houston", însemnând cartierul de la sud de strada Houston, ne-existând nici o legătura între acest cartier și districtul cu același nume din Londra, Marea Britanie. Alte prescurtări similare s-au folosit după acest model și pentru alte cartiere în New York, cum ar fi TriBeCa ("Triangle Below Canal Street").

## Cartierul de "fontă" și ce ar fi fost LoMEX
Soho ar putea arăta cu totul altfel astăzi, el fiind inițial propus ca locație pentru 2 autostrăzi suspendate, ramuri ale centurii de sud a Manhattan-ului. Centura ar fi creat o conexiune rutieră între podurile Manhattan și Williamsburg dinspre vest, dinspre East River, și Tunelul Holland în vest, spre New Jersey.
Pe atunci tânăra mișcare de prezervare istorică, cât și lumea arhitecturii s-au opus agresiv acestui proiect, considerat o amenințare pentru patrimoniul arhitectural din zona prin distrugerea a numeroase structuri lucrate în fontă construite în sec. al XIX-lea, chiar dacă în acea perioada acest stil arhitectural nu era foarte apreciat de comunitățile contemporane de afaceri și locale. Ales primar al orasului în 1966, John V. Lindsay face o ultimă încercare de a realiza acest proiect, redenumit LoMex (Lower Manhattan Expressway), insistând asupra importanței acestei artere pentru metropolă. Totuși, în final, eforturile depuse de Jane Jacobs, George Maciunas și alți lideri locali au făcut ca proiectul să fie respins si ulterior abandonat.